# Potto's
De potto's (Perodicticus) zijn een geslacht uit de familie van de loriachtigen (Lorisidae). De wetenschappelijke naam van het geslacht werd voor het eerst geldig gepubliceerd door Edward Turner Bennett in 1831.

## Taxonomie
Dit geslacht bestaat uit drie soorten.
- Geslacht: Perodicticus (Potto's) (3 soorten)
  - Soort: Perodicticus edwardsi Bouvier, 1879
  - Soort: Perodicticus ibeanus Thomas, 1910
  - Soort: Perodicticus potto (Müller, 1766) – Potto